# Joseph White (Squashspieler)
Joseph White (* 28. September 1997 in Townsville) ist ein australischer Squashspieler.

## Karriere
Joseph White spielte erstmals 2014 und seit 2017 regelmäßig auf der PSA World Tour und gewann auf dieser bislang drei Turniere. Der erste Titelgewinn gelang ihm in der Saison 2020/21 im Juli 2021 in Howick nach einem Finalsieg gegen Lwamba Chileshe. Es folgten weitere Erfolge in der Saison 2022/23 im Mai 2023 in Auckland sowie in der Saison 2023/24 im April 2024 beim Qualifikationsturnier zur Weltmeisterschaft 2023/24 in Gold Coast. Damit stand er erstmals im Hauptfeld bei einer Weltmeisterschaft und verlor in der Auftaktrunde gegen Yahya Elnawasany. Seine höchste Platzierung in der Weltrangliste erreichte er mit Rang 76 am 8. April 2024.
White vertrat Australien erstmals 2022 bei den World Games in Birmingham, bei denen er im Achtelfinale gegen Shahjahan Khan ausschied. Mit der australischen Nationalmannschaft nahm er 2023 an der Weltmeisterschaft teil. Dabei bestritt er fünf Spiele an Position eins, die er alle verlor. 2024 gewann er drei seiner sechs Spiele an der Spitzenposition. Im selben Jahr wurde er australischer Meister und verteidigte den Titel auch 2025.

## Erfolge
- Gewonnene PSA-Titel: 3
- Australischer Meister: 2024, 2025